# Klocklök
Klocklök (Allium narcissiflorum) är en art i familjen amaryllisväxter från sydvästra Alperna, nordvästra Portugal.

## Synonymer
Allium grandiflorum Lam.
Allium pedemontanum Willd.
Allium roseum L. (1762), inte L. (1753).